# Pierre Braine
Pierre Braine (26 de outubro de 1900 - 6 de novembro de 1951) foi um futebolista belga que competiu na Copa do Mundo FIFA de 1930. Jogando na posição de meio-campo, fez carreira pelo Beerschot VAC entre 1919 e 1933. Também jogou pela seleção belga nos Jogos Olímpicos de Verão de 1928, em Amsterdã.
O irmão de Pierre, Raymond Braine também foi jogador e atuou com Pierre na seleção belga e no clube Beerschot VAC.